# Sangiaccato di Sofia
Il sangiaccato di Sofia (in turco Sofia Sancağı, in bulgaro Софийски санджак?) era uno dei sangiaccati dell'Impero ottomano il cui capoluogo era Sofia. Fu fondato nel 1393 e soppresso dopo la creazione del Principato di Bulgaria nel 1878.

## Storia e amministrazione
Il Sangiaccato di Sofia fu fondato intorno al 1393. Inizialmente aveva due nahiyah (distretti): Znepolje e Visok.
Il suo primo sanjak-bey fu Ince Balaban, chiamato anche "il conquistatore di Sofia". Uno dei suoi sanjak-bey era Malkoçoğlu Ali Bey, un membro della famiglia Malkoçoğlu, che morì nel 1514.
Poco dopo l'istituzione del sangiaccato, Sofia divenne la sede dell'Eyalet di Rumelia. Sebbene i beilerbei di Rumelia nei primi periodi soggiornassero a volte a Bitola, Sofia rimase la sede e il centro dell'Eyalet di Rumelia. Poiché era una sede del beilerbei della Rumelia, il sangiaccato di Sofia aveva lo status di Pasha Sanjak (in turco Paşa Sancağı), o principale sangiaccato dell'Eyalet.
Il Sangiaccato di Sofia e i suoi 50 timar furono registrati a fini fiscali nel 1446 e nel 1455, e in seguito anche nel 1488/1489 e nel 1491.
Nel 1520 circa il 6,1% della popolazione totale (25.910) del Sangiaccato di Sofia era musulmana. Alla fine del XVI e all'inizio del XVII secolo Niš apparteneva al Sangiaccato di Sofia.
Alla fine del XVIII secolo fu oggetto di frequenti attacchi da parte di Osman Pazvantoglu. Nel periodo 1846-1864 il Sangiaccato di Sofia appartenne all'Eyalet di Niš mentre dal 1864 al 1878 fece parte del Vilayet del Danubio.
A quel tempo aveva le seguenti kaza: Sofia, Kyustendil, Samokov, Dupnica, Radomir, Zlatica, Orhanie e Džumaja.

## Scioglimento
Dopo le decisioni del Congresso di Berlino che furono firmate il 13 luglio 1878, il Sangiaccato di Sofia fu fuso con la Bulgaria settentrionale nel Principato di Bulgaria, uno stato vassallo dell'Impero ottomano ma de facto indipendente, ad eccezione per la kaza di Džumaja (chiamata anche Cuma-i Bala), che passò al neo fondato sangiaccato di Gümülcine.